# Richard Hanson Weightman

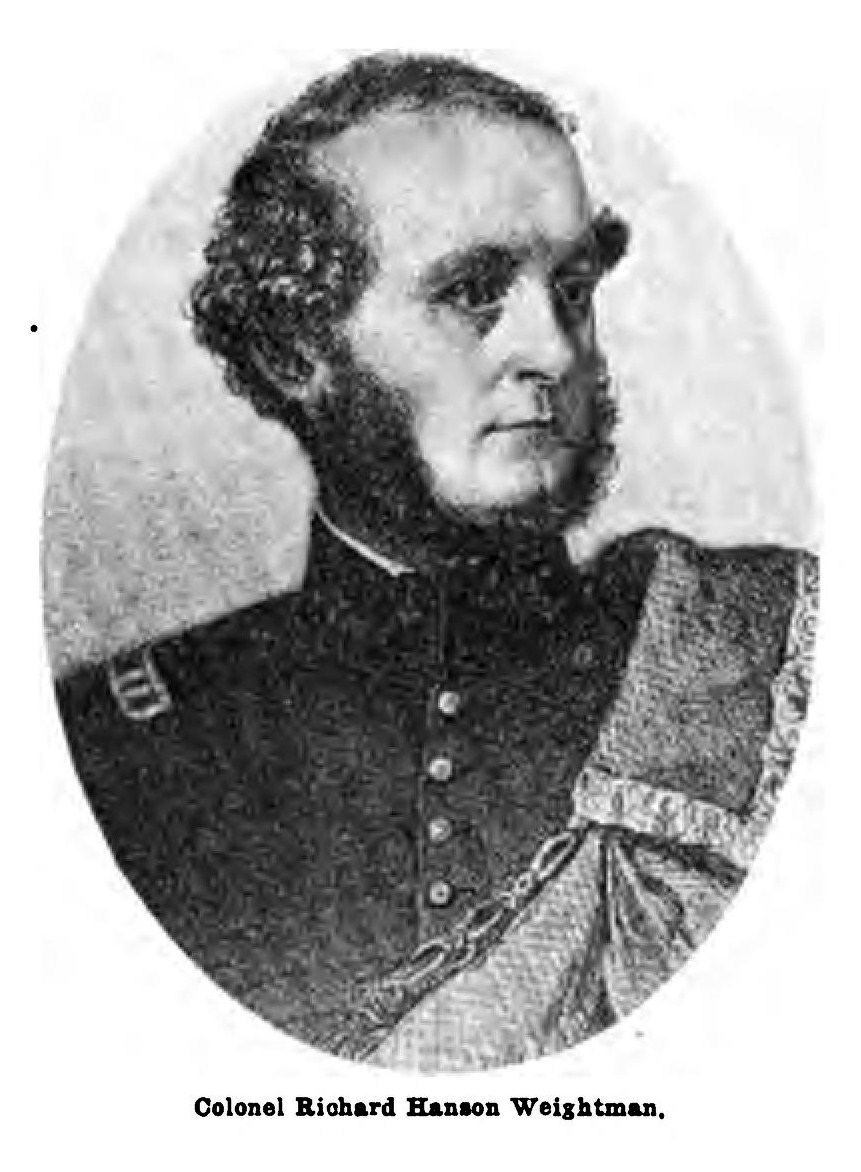
Richard Hanson Weightman

Richard Hanson Weightman (* 28. Dezember 1816 in Washington D.C.; † 10. August 1861 am Wilson’s Creek, Missouri) war ein US-amerikanischer Politiker. Zwischen 1851 und 1853 vertrat er das New-Mexico-Territorium als Delegierter im US-Repräsentantenhaus.

## Frühe Jahre
Richard Weightman besuchte in Washington und Alexandria (Virginia) private Schulen. Danach studierte er bis 1834 an der University of Virginia in Charlottesville. Zwischen 1835 und 1837 war er an der US-Militärakademie in West Point, ohne allerdings dort einen Abschluss zu machen. Bis 1841 studierte Weightman dann Jura. Er hat später aber nicht als Jurist gearbeitet. Nach einem Umzug nach Missouri wurde er im Jahr 1846 während des Mexikanisch-Amerikanischen Krieges Hauptmann in einer Einheit der leichten Kavallerie. Von 1848 bis 1849 war er Zahlmeister in der US-Army.

## Politischer Aufstieg
Im Jahr 1851 zog Richard Weightman in das New-Mexico-Territorium, wo er in Santa Fe eine Zeitung herausgab. Außerdem wurde er zum Indianerbeauftragten ernannt. Politisch wurde Weightman Mitglied der Demokratischen Partei. Als deren Kandidat wurde er zum ersten Delegierten dieses Territoriums in das US-Repräsentantenhaus gewählt. Dort absolvierte er zwischen dem 4. März 1851 und dem 3. März 1853 eine Legislaturperiode. Im Jahr 1852 verzichtete er auf eine erneute Kandidatur.

## Weiterer Lebenslauf
Nach seiner Zeit in der Bundeshauptstadt Washington widmete sich Weightman wieder dem Zeitungsgeschäft. Nach einigen Umzügen ließ er sich in Independence in Missouri nieder. Beim Ausbruch des Bürgerkriegs schloss sich Richard Weightman den Konföderierten Staaten an, in deren Armee er zum Oberst ernannt wurde. Während der Schlacht am Wilson’s Creek im Juni 1861 wurde er tödlich verwundet.